# خانه حبیب‌الله مهندسی
خانه حبیب‌الله مهندسی مربوط به دوره پهلوی اول است و در شیراز، محله بی بی دختران، کوچه مهندسی واقع شده و این اثر در تاریخ ۸ مرداد ۱۳۸۱ با شمارهٔ ثبت ۶۰۶۱ به‌عنوان یکی از آثار ملی ایران به ثبت رسیده است.